# 重庆市垫江监狱
重庆市垫江监狱是隶属于中华人民共和国重庆市监狱管理局的一所监狱。位于重庆市垫江县桂溪镇十路口西湖村。

## 沿革
1952年9月29日，罗家学、张德懋、傅彩培、蒋明裔、俞洪岳共5位民警率59名服刑人员，自四川省大竹县城欧家花园启程，徒步行走2天，在同年10月1日抵达四川省垫江县沙坪乡东印村东印寺，随即开会，罗家学宣布“四川省大竹区专署公安处直属劳动改造管教队东印农场正式成立。”
到1954年1月，该农场在团竹林、东印寺、落凼沟、袁家沟分别建立场部机关、4个建制中队、1个建筑队，开荒346亩，收押服刑人员968人。
1960年代至1970年代，该监狱的民警通过努力，使该农场与公路连通。在东印山上，该监狱建立15个中队，民警及职工达230多人，累计关押的服刑人员将近万人。
1980年代初到1990年代中期，国家财政困难，该监狱制定“全面振兴东印，重点发展涪陵”以及 “由山区向城镇转移，由农业向工业转移”的工作计划，先后创办煤矿、机修厂、制茶厂、船舶辅机厂等，生产出“雀舌翠茗”、“东印碧螺春”、“东印毛峰”等名牌茶叶，以及船用人力操作舵机、绞盘、船用闪光灯控制箱等等。自1992年开始至2003年结束，该监狱先后在涪陵、丰都、大竹、武隆、邻水等地建立外役劳动点。
2002年4月，经重庆市司法局、重庆市监狱管理局、中共垫江县委、垫江县人民政府支持，该监狱成功收购四川石油局油建三公司垫江基地的国有资产。2003年8月，新监狱开工建设。
2006年1月1日，重庆市垫江监狱挂牌成立。2010年，该监狱创建重庆市级“现代化文明监狱”。2011年，获重庆市人民政府评为市级“园林式单位”。2012年，获中共重庆市委、重庆市人民政府授予市级“文明单位标兵”称号。